# .COM
.COM (англ. command) — розширення файлу, що використовувалось у деяких комп'ютерних системах у різних цілях.
В системах DOS і в 8-бітній CP/M, файл COM — простий тип виконуваного файлу, розмір якого не може перевищувати 64 Кбайт — 256 байт ({\displaystyle 65280=2^{16}-2^{8}} байт). COM-файли для DOS можна виконувати також на емуляторах, наприклад в середовищі Windows.
Треба відзначити, що тип виконуваного файлу DOS (COM або EXE) розпізнається при запуску автоматично, незалежно від розширення.
У COM-програмах використовується модель пам'яті tiny, тобто PSP, код, початкові дані та стек розташовуються в одному сегменті. При запуску такої програми спочатку створюється Префікс Програмного Сегмента (Program Segment Prefix, PSP), який займає 256 байт, далі розташовується вміст файлу програми «як є». Покажчик стека встановлюється на кінець сегмента.
COM-програми зазвичай є невеликими застосунками, або системними утилітами/драйверами.